# Dietrich Grönemeyer
Dietrich H. W. Grönemeyer (* 12. November 1952 in Clausthal-Zellerfeld) ist ein deutscher Mediziner, Medizinunternehmer und Autor. Er war bis 2012 Lehrstuhlinhaber für Radiologie und Mikrotherapie an der Universität Witten/Herdecke.

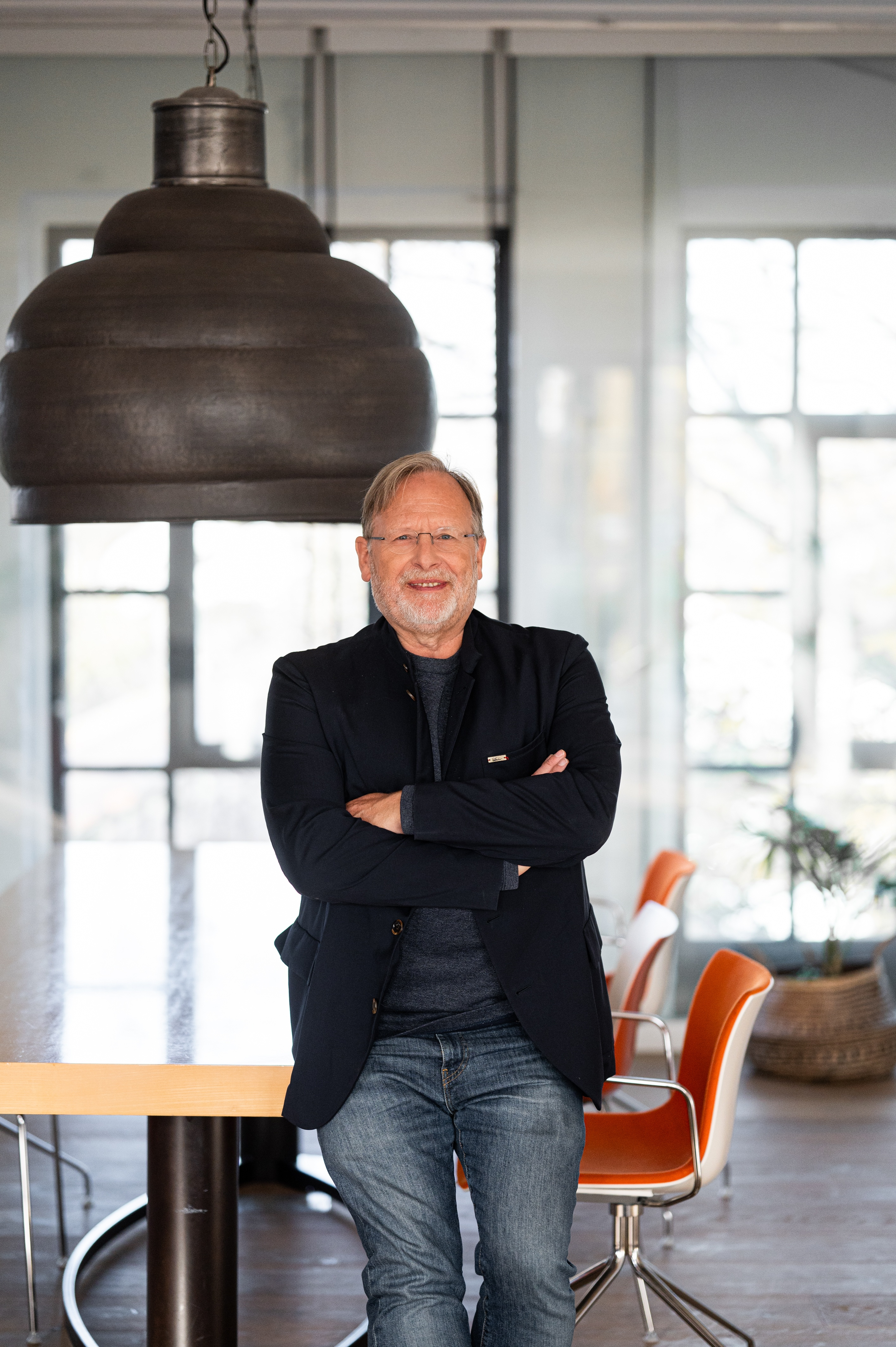
Dietrich Grönemeyer in Bochum-Wattenscheid (2022)

## Leben
Dietrich Grönemeyer wurde 1952 in Clausthal-Zellerfeld geboren und wuchs mit seinen Brüdern Herbert (* 1956, Musiker und Schauspieler) und Wilhelm (1954–1998, Galerist) in Bochum auf, wo er das Gymnasium am Ostring besuchte. Sein Vater Wilhelm Grönemeyer (1916–2003) war Bergbauingenieur, seine Mutter Hella Carin Grönemeyer, geborene von Hunnius, (1926–2019) stammte als Nachfahrin des Mediziners Carl Abraham Hunnius aus einer deutschbaltischen Arztfamilie.
Grönemeyer machte sein Abitur 1972 am Humanistischen Gymnasium in Bochum. Von 1974 bis 1975 studierte er Romanistik und Sinologie an der Ruhr-Universität Bochum, von 1974 bis 1982 Humanmedizin an der Christian-Albrechts-Universität zu Kiel, wo er 1981 mit dem Thema Quantitative Blutfluss-Bestimmung mit Hilfe digitaler Röntgenbildverarbeitung im Modell und Tierversuch promoviert wurde. Im Anschluss arbeitete er als Assistenzarzt für Radiologie an den Universitäten Kiel und Witten. 1987 wurde er strahlentherapeutischer Oberarzt an der Lungenklinik Hemer, 1988 radiologischer Chefarzt des Mülheimer Krankenhaus Institutes (MKI).
Seine Habilitation folgte 1990 an der Universität Witten/Herdecke. Dort war Grönemeyer von 1996 bis zu seiner Emeritierung 2012 Inhaber des Lehrstuhls für Radiologie und des weltweit einzigen Lehrstuhls für Mikrotherapie. Darüber hinaus hatte er Gastprofessuren an der Harvard Medical School in Boston und der Georgetown University in Washington inne. Seit 1997 leitet er das von ihm gegründete Grönemeyer Institut für Mikrotherapie in Bochum.
Grönemeyer ist Vorstandsvorsitzender des Wissenschaftsforums Ruhr und v. A. w. Mitglied des Forums im Landeskuratorium Nordrhein-Westfalen des Stifterverbandes für die Deutsche Wissenschaft. 2013 wurde er zum Professor für Gesundheitswirtschaft in den Hochschulrat der Steinbeis-Universität Berlin berufen und war Leiter des Steinbeis-Transfer-Instituts Mikrotherapie, Minimalinvasive Therapie und Diagnostik am Standort in Bochum.
Seit 1977 war er mit Christa Enste verheiratet. Das Paar hat drei Kinder.
Seit 2022 ist er mit Anja Grönemeyer verheiratet.

## Wirken

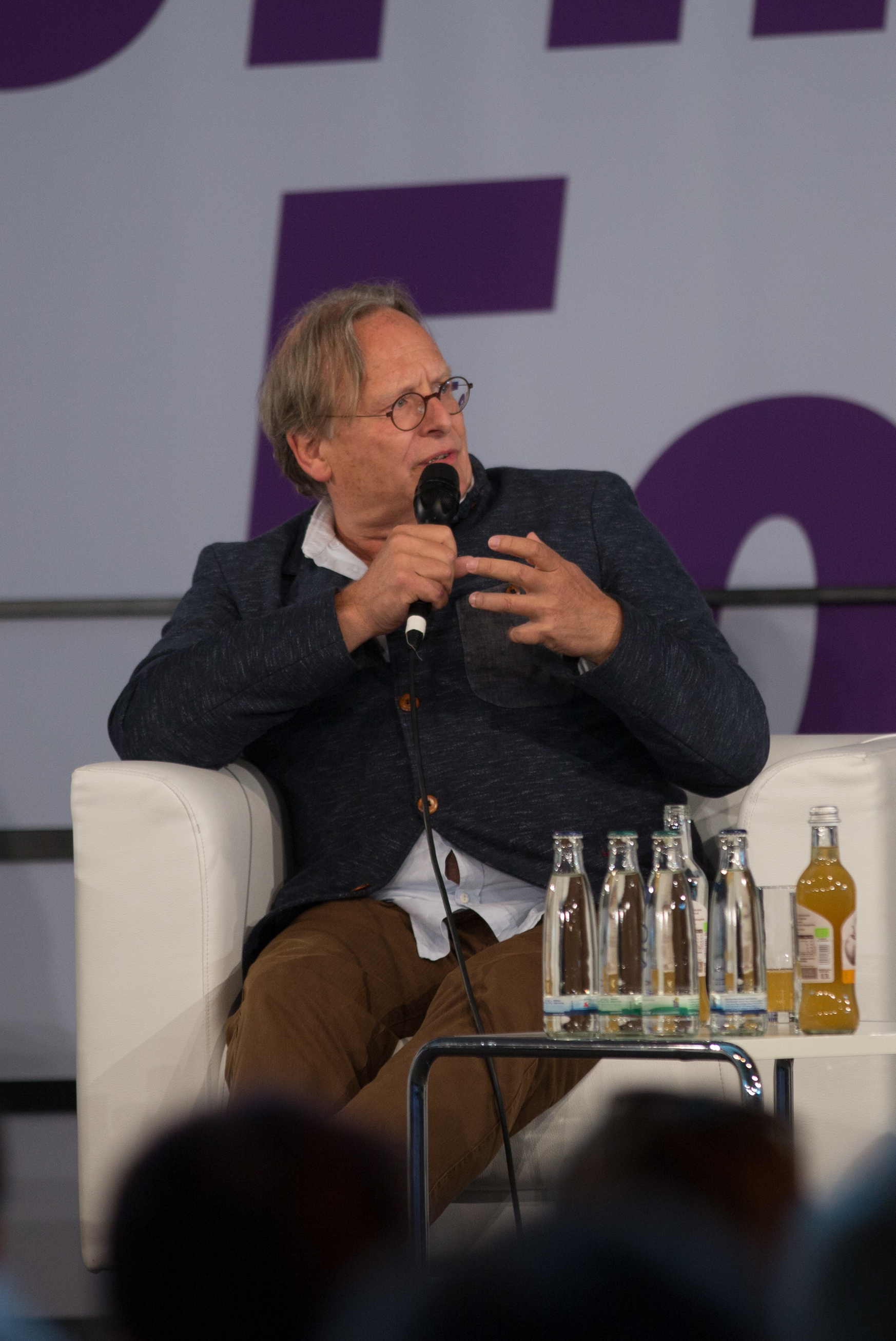
Dietrich Grönemeyer bei einem Vortrag auf dem Internationalen Deutschen Turnfest 2017

### Medizin und Forschung
Grönemeyer gilt aufgrund seiner Zusammenführung und Weiterentwicklung von interventioneller Radiologie, Endoskopie und Schmerztherapie – insbesondere bei der Behandlung von Rückenerkrankungen – als „Rückenpapst“. Als „Vater der Mikrotherapie“ entwickelte er eine Diagnose- und Therapieform zur Anwendung im Bereich der Wirbelsäule, Gelenke, Blutgefäße und bei Krebserkrankungen. 2002 wurde der Begriff „Mikrotherapie“ in das medizinische Wörterbuch Pschyrembel aufgenommen.
1988 begann Grönemeyer mit Schmerzbehandlungen und Tumoroperationen mithilfe von Computertomographie (CT) und offenen Kernspintomographen (MRT). 1989 folgte der Einsatz des Lasers zur CT-gesteuerten Tumortherapie. Die Einführung der katheterlosen Darstellung der Herzkranzgefäße durch ultraschnelle Computertomographie in Europa folgte 1991 und die weltweit erste CT/MRT-gesteuerte Endoskopie des Knie- und Hüftgelenks, des Rückenmarks und des Gehirns 1992.
Grönemeyer setzt sich für ein ganzheitliches Medizinverständnis ein und verbindet klassische biomedizinische Verfahren der High-Tech-Medizin mit Therapieformen aus dem Bereich der Naturheilkunde und der medizinischen Praxis anderer Kulturkreise (z. B. die Traditionelle chinesische Medizin, Pflanzenheilkunde und Manuelle Therapie).
Für seinen 2018 erschienenen Bestseller „Weltmedizin“ reiste er unter anderem nach Indien, China oder Australien, um dort traditionelle Heilmethoden zu studieren und selbst auszuprobieren. Grönemeyer verweist auf einen Punkt, in dem sich viele Kulturen auf der Welt einig seien: Dem Menschen sei  nur zu helfen, wenn man ihn ganzheitlich betrachtet, als das Zusammenwirken von Körper, Seele und Geist.
Darüber hinaus propagiert er eine personenorientierte Medizin, die den Menschen in seinen psychischen und intellektuellen Eigenschaften sowie seinen gesellschaftlichen und kulturellen Bezügen berücksichtigt.
Seit 2006 ist Dietrich Grönemeyer – später gemeinschaftlich mit Görge Deerberg vom Fraunhofer-Institut UMSICHT – Vorstandsvorsitzender des Wissenschaftsforums Ruhr. Der Verein ist ein 2004 gegründeter Zusammenschluss von Forschungseinrichtungen im Ruhrgebiet, der Wissenschaftseinrichtungen vernetzt und den Kontakt mit Hochschulen, Politik, Wirtschaft und Verwaltung pflegt. Darüber hinaus wird der Dialog zwischen Wissenschaft und Öffentlichkeit gefördert. Grönemeyer ist Schirmherr des UMSICHT-Wissenschaftspreises. Der Preis wird in den Kategorien Wissenschaft und Journalismus verliehen, um herausragende Vermittlung von wissenschaftlichen Ergebnissen an eine breite Öffentlichkeit zu honorieren. Er soll den Dialog zwischen Wissenschaft und Gesellschaft zu aktuellen Themen der Umwelt-, Verfahrens- und Energietechnik fördern.

### Gesundheitspolitik
Grönemeyer thematisiert in seinen Stellungnahmen die Zukunft der Medizin im Spannungsfeld zwischen technischen Möglichkeiten und Nutzen für die Patienten. Er plädiert für eine neue Medizin, in der High-Tech-Medizin, Humanität und Ökologie eine Einheit bilden. Außerdem setzt er sich für die Stärkung und den Ausbau der vorhandenen Ressourcen der Medizin ein, beispielsweise in der Telemedizin oder in der Medizintechnik, sowie für die bessere Vernetzung der vorhandenen Kompetenzen. In der „Gesundheitswirtschaft“ betont er die Rolle der Medizin und der thematisch verknüpften Branchen als Wachstumsmotor. So schlug er u. a. die Auszeichnung „med. in Germany“ als Gütesiegel deutscher Medizin vor und analog dazu „med. in Europe“. Er kritisiert die Sparbemühungen der Politik und setzt sich für die ganzheitliche und zuwendende Wahrnehmung von Körper, Seele und Geist des Patienten ein. Diesen Ansatz verbindet er mit dem Appell für ein engeres Zusammenarbeiten der verschiedensten medizinischen Disziplinen und eine Erneuerung des Arzt-Patienten-Verhältnisses. Er plädiert dafür, die Rolle der Hausärzte zu stärken, deren vorrangige Aufgabe sei es, in einer lebenslangen Begleitung ihrer Patienten die Gesundheitsvorsorge koordinieren und in Behandlungsfragen eine Schlüsselfunktion als Lotse zu übernehmen.
Die spielerische Wissensvermittlung im Kindesalter ist ein wichtiger Baustein seines Präventionskonzepts. So setzt er sich für einen Gesundheitsunterricht in den Schulen ein, hat dazu verschiedene Konzepte zur Förderung der Lust an Bewegung entwickelt und fordert täglich mindestens eine Stunde Schulsport.
Weiterhin setzt sich Grönemeyer für Veränderungen im deutschen Gesundheitssystem ein. Er fordert unter anderem mehr (finanzielle) Anerkennung für die „sprechende Medizin“ und die intensive Beschäftigung mit Patienten. Diese Forderung führt er in seinem im November 2022 erschienenen Buch „Medizin verändern“ weiter aus. Er wünscht sich „eine Medizin, die auf die Bedürfnisse des Betroffenen ausgerichtet ist und ganzheitlich behandelt“. Zentrale Forderung ist die „Stärkung der Rolle der Hausärzte und des Krankenpflegepersonals“.

### Mitgliedschaften, Stiftungen
Grönemeyer wurde 1995 Gründungsmitglied des Essener Vereins Herz- und Kreislaufzentrum und 1998 Beiratsmitglied der Landesinitiative Health Care NRW. Im Jahr 2000 wurde er Mitglied der National Geographic Society und 2003 Vorstandsmitglied des Vereins pro Ruhrgebiet.
Im Mai 2007 gründete er die Dietrich Grönemeyer Stiftung, welche 2021 wieder liquidiert wurde. Sie begriff sich als „Stiftung für Weltmedizin“ und Plattform zur „Rettung des Weltkulturerbes Medizin“ und zielte auf Prävention durch die Förderung einer gesunden Lebensführung und die Stärkung des Gesundheitsbewusstseins bei Kindern und Jugendlichen.
Ebenfalls im Jahr 2007 gründete Dietrich Grönemeyer die Grönemeyer – Stiftung für Weltmedizin mit Hauptsitz in Zürich. Die Stiftung sammelt Heilwissen aus verschiedenen Kulturen mit dem Ziel, diese zu neuen Formen der Medizin zusammenzuführen.
2022 wurde Grönemeyer Schirmherr des Arbeitskreises der Pankreatektomierten e. V. (AdP). In dieser Funktion fordert er eine verstärkte Aufklärung über die Risiken und eine „feinabgestimmte Diagnostik und Therapie“ in interdisziplinären Kompetenzzentren für Bauchspeicheldrüsenkrebs.

### Medienpräsenz
Von 2012 bis 2019 war Grönemeyer in der ZDF-Sendung Dietrich Grönemeyer – Leben ist mehr! zu sehen. Die Sendung befasst sich mit ethischen Themen und wurde an den christlichen Feiertagen Karfreitag, Christi Himmelfahrt, Reformationstag, Buß- und Bettag ausgestrahlt. Im Mittelpunkt des Formats stehen Menschen, die einen ungewöhnlichen Lebensweg beschreiten oder beschritten haben.

### Auszeichnungen
Im Oktober 2000 zeichnete der Verein pro Ruhrgebiet Grönemeyer als Bürger des Ruhrgebiets aus. Im Oktober 2003 erhielt er den World Future Award, der auf Initiative des Österreichers Georg Kindel und dem österreichischen Unternehmer Christian Baha als Sponsoren vergeben wurde.

## Kontroversen
Grönemeyers medizinische Ansätze wurden in der Vergangenheit in der Fachwelt kontrovers bewertet. 2006 bezeichneten Otmar Wiestler, langjähriger Vorstand des Deutschen Krebsforschungszentrums, und Michael Bamberg, damals Präsident der Deutschen Krebsgesellschaft, einige von Grönemeyers Ideen als „wissenschaftlich nicht haltbar“ und vertraten die Auffassung, er wecke „unberechtigte Hoffnungen“.
1991/92 geriet Grönemeyer im Kontext der „Drehbuch-Affäre“ um den NRW-Gesundheitsminister Hermann Heinemann in die Schlagzeilen. An deren Beginn stand eine Förderung von 26 Mio. DM zu Gunsten des „Entwicklungs- und Forschungszentrum für Mikrotherapie“ (EFMT) von Dietrich Grönemeyer und Rainer Seibel. Weil später Zweifel an den Sachgründen der Förderung entstanden, wurde ein Untersuchungsausschuss des Landtages gebildet. Da sich Minister Heinemann von seinem Ministerium einen Katalog mit möglichen Fragen und geeigneten Antworten erstellen ließ und teilweise auch Untersuchungsausschuss-Mitglieder seiner Partei (SPD) bedient wurden, erhielt der Vorgang den Namen „Drehbuch-Affäre“.

## Werke
Dietrich Grönemeyer verfasste zahlreiche wissenschaftliche Publikationen und Bücher, die sich zum Großteil die radiologische und kardiologische Diagnostik, minimal-invasive Therapie und die Mikrotherapie zum Thema haben. Darüber hinaus publizierte er populärwissenschaftliche Bücher und Beiträge, insbesondere zu Gesundheit und Wohlbefinden, mit denen er auch Stellung zu Fragen der Gesundheitsökonomie und Gesundheitspolitik bezieht. Mit der Erfindung der Figur Der kleine Medicus, der zum Bestseller wurde, begann er 2005 eine Reihe Abenteuer erzählender Sachbücher für Kinder, die für Hörbücher, Spiele, ein Musical, Schulveranstaltungen und einen 3D-Animationsfilm adaptiert wurden. Für Kinder im Alter von drei bis sechs Jahren entwickelte er die Bilderbuch-Serie mit Erwin und Rosi.
Seit 2019 ist er als Professor Dietrich Grönemeyer der Namensgeber und Editor-at-Large eines Gesundheits-Magazins der Funke Mediengruppe, das quartalsweise erscheint.

### Fachbücher
- als Herausgeber: Mikrotherapie - Wirbelsäule. Thieme Verlag 2023, ISBN 978-3-13-241667-3
- mit Hans-Joachim Thiel und Carsten Moser: Tomographische periradikuläre Mikrotherapie. ABW Wissenschaftsverlag, Berlin 2013, ISBN 978-3-940615-39-8
- mit Theo Kobusch und Heinz Schott als Herausgeber: Gesundheit im Spiegel der Disziplinen, Epochen, Kulturen. De Gruyter, Berlin, Boston 2008, ISBN 978-3-11-916630-0
- Gesundheitswirtschaft. Die Zukunft für Deutschland. ABW Wissenschaftsverlag, Berlin 2004, ISBN 978-3-936072-28-0
- Med. in Deutschland: Standort mit Zukunft. Springer, Berlin u. a. 1999, ISBN 978-3-540-66249-5
- Open Field MRI. Springer Verlag 1999, ISBN 978-3-642-59581-3
- mit Robert B. Lufkin: Open Field Magnetic Resonance Imaging. Springer, Berlin u. a. 1999, ISBN 3-540-63781-8
- mit Rainer M. Seibel: Interventional Computed Tomography. Blackwell Science 1990, ISBN 978-0-86542-127-1
- mit Rainer M. Seibel: Interventionelle Computertomographie. Lehrbuch und Atlas zur interventionellen Operationstechnik und Schmerztherapie. Ueberreuter, Wien 1989, ISBN 3-89412-061-4

### Sachbücher
- Leben ohne Angst: wie wir in schwierigen Zeiten innere Stärke und Zuversicht finden, Ludwig Verlag, München 2024, ISBN 978-3-453-28168-4
- als Herausgeber mit Ulli Allmendinger: Dein Ayurveda: Das Praxisbuch für ein Leben in Balance. Südwest Verlag 2024, ISBN 978-3-517-10329-7
- mit Anja Grönemeyer: Die Grönemeyer-Formel für gesundes Essen. einfach – günstig – nachhaltig. ZS Verlag, Hamburg 2023, ISBN 978-3-96584-360-8
- Medizin verändern. Heilung braucht Zuwendung, Vertrauen und Mut zu neuen Wegen. Ludwig Verlag, München 2022, ISBN 978-3-453-28156-1
- mit Volker Mehl: Professor Grönemeyers Weltmedizin: Kochen und heilen mit der jahrtausendealten Lehre des Ayurveda. Gräfe und Unzer Verlag, München 2021. ISBN 978-3-8338-7315-7
- Grönemeyer macht Mut. Life is a story - story.one. Story.one - the library of life 2021. ISBN 978-3-903715-04-2
- Der neue hippokratische Eid: Was er für Ärzte und uns alle bedeutet. Fischer Verlag 2021, ISBN 978-3-596-70205-3
- Es gibt nur eine Welt für alle. Zeit zu handeln. Fischer-Taschenbuch-Verlag, Frankfurt am Main 2021, ISBN 978-3-596-70673-0
- Naturmedizin und Schulmedizin! Mein gesammeltes Gesundheitswissen wichtiger Volkskrankheiten. S. Fischer, Frankfurt am Main 2020, ISBN 978-3-10-397072-2
- mit Frederike Grönemeyer: Bleiben Sie gesund mit Aloe Vera: Wirkung, Anwendung und Geschichte der Königin der Pflanzen. Grönemeyer Health GmbH 2020, ISBN 978-3-948976-01-9
- mit seiner Tochter Friederike Grönemeyer: Selbst heilen mit Kräutern, Becker Joest Verlag, Hilden 2019, ISBN 978-3-95453-163-9
- Weltmedizin: auf dem Weg zu einer ganzheitlichen Heilkunst. S. Fischer, Frankfurt am Main 2018, ISBN 978-3-10-027306-2
- mit Anja Rusch: Kost-fast-nix No 2. 29 günstige Lieblingsrezepte. Riva 2018, ISBN 978-3-95814-031-8
- mit Anja Rusch: Kost-fast-nix No 1. 29 günstige Lieblingsrezepte. Riva 2017, ISBN 978-3-95814-031-8
- Mein großes Rückenbuch: Wie Sie Ihren Schmerz besiegen. ZS Verlag 2017, ISBN 978-3-89883-655-5
- Wir. Vom Mut zum Miteinander. Ein Manifest. Ecowin, Wals bei Salzburg 2016, ISBN 978-3-7110-0109-2
- Gesundheit! Für eine menschliche Medizin. Herder, Freiburg im Breisgau, Basel, Wien 2015, ISBN 978-3-451-35077-1 (Hörbuch)
- Gesundheit! Für eine menschliche Medizin. Herder, Freiburg im Breisgau, Basel, Wien 2015, ISBN 978-3-451-31259-5
- Arzt mit Herz und Seele. Ein persönliches Lesebuch. Fischer-Taschenbuch-Verlag, Frankfurt am Main 2012, ISBN 978-3-596-19408-7
- Das Grönemeyer Rückentraining: Für jedes Rückenproblem das individuelle Trainingsprogramm. Goldmann Verlag 2012, ISBN 978-3-442-17042-5
- Grönemeyers Gesundheitstipps für die Tasche. Fischer Verlag 2011, ISBN 978-3-596-19038-6
- Dein Rücken. Dein Herz. Readers Digest 2011 (Hörbuch)
- Dein Herz. Eine andere Organgeschichte. S. Fischer, Frankfurt am Main 2010, ISBN 978-3-10-027305-5
- Das Grönemeyer Rückentraining: Für jedes Rückenproblem das individuelle Trainingsprogramm. Zabert Sandmann Verlag 2009, ISBN 978-3-89883-253-3
- Grönemeyers neues Hausbuch der Gesundheit. Rowohlt, Reinbek bei Hamburg 2008, ISBN 978-3-498-02503-8
- Lebe mit Herz und Seele. Sieben Haltungen zur Lebenskunst. Herder, Freiburg im Breisgau, Basel, Wien 2006, ISBN 978-3-451-29290-3
- Mein Rückenbuch: Das sanfte Programm zwischen High Tech und Naturheilkunde. Zabert Sandmann Verlag, ISBN 978-3-89883-151-2
- Heilen statt Kranksparen: Die Zukunft der Medizin. Rowohlt Verlag 2006, ISBN 978-3-499-61945-8
- Kapital Gesundheit. Für eine menschliche Medizin. Goldmann, München 2005, ISBN 978-3-442-15366-4
- mit Claudia Kressin: Mein Ruhrgebiet. Gespräche und Begegnungen. Klartext Verlag 2004, ISBN 978-3-89861-291-3
- Mein Rückenbuch. Das sanfte Programm zwischen High Tech und Naturheilkunde. Zabert Sandmann, München 2004, ISBN 978-3-89883-101-7
- gröeen organic Rücken-Wellness Fibel von Prof. Dr. med. Dietrich Grönemeyer – gegen Rückenschmerzen mit Tipps, Tricks und Übungen zur Unterstützung von Muskeln, Faszien und Wohlbefinden. Groeen GmbH 2004.
- Mensch bleiben. High-Tech und Herz – eine liebevolle Medizin ist keine Utopie. Herder, Freiburg im Breisgau, Basel, Wien 2003, ISBN 978-3-451-28250-8

### Sachbücher für Kinder
- Ich wär' jetzt mal 'ne Fledermaus. Verlag Modernes Lernen 2023, ISBN 978-3-8080-0945-1
- Der kleine Medicus, Band 1: Voll verschluckt. Tessloff Verlag 2023, ISBN 3-7886-4319-6 (Hörbuch)
- Der kleine Medicus, Band 1: Voll verschluckt. Tessloff Verlag 2023, ISBN 978-3-7886-4410-9
- Der kleine Medicus. Escape. Jagd auf den Nanobot. Tessloff Verlag, 2023, ISBN 978-3-7886-7687-2
- Der kleine Medicus. Bodynauten auf geheimer Mission im Körper: Das Original-Hörspiel zum Film. Dressler 2014, ISBN
- Der kleine (Hörspiel) Medicus, Band 8: Alarm im Auge. Tessloff Verlag 2022, ISBN 978-3-7886-4418-5
- Der kleine Medicus, Band 7: Klon-Gefahr. Tessloff Verlag 2022, ISBN 978-3-7886-4317-1 (Hörbuch)
- Der kleine Medicus, Band 7: Klon-Gefahr. Tessloff Verlag 2022, ISBN 978-3-7886-4417-8
- Der kleine Medicus, Band 6: Angriff der Monster-Zecke. Tessloff Verlag 2022, ISBN 3-7886-4316-1 (Hörbuch)
- Der kleine Medicus, Band 6: Angriff der Monster-Zecke. Tessloff Verlag 2022, ISBN 978-3-7886-4416-1
- Der kleine Medicus, Band 5: Tatort Burger-Bude. Tessloff Verlag 2022, ISBN 3-7886-4315-3 (Hörbuch)
- Der kleine Medicus, Band 5: Tatort Burger-Bude. Tessloff Verlag 2022, ISBN 978-3-7886-4415-4
- Der kleine Medicus, Band 4: Ein gefährlicher Auftrag. Tessloff Verlag 2021, ISBN 3-7886-4314-5
- Der kleine Medicus, Band 4: Ein gefährlicher Auftrag. Tessloff Verlag 2021, ISBN 978-3-7886-4414-7
- Der kleine Medicus, Band 3: Von Viren umzingelt. Tessloff, Nürnberg 2021, ISBN 3-7886-4313-7 (Hörbuch)
- Der kleine Medicus, Band 3: Von Viren umzingelt. Tessloff, Nürnberg 2021, ISBN 978-3-7886-4413-0
- Der kleine Medicus, Band 2: Achtung Super-Säure. Tessloff Verlag 2021, ISBN 3-7886-4312-9 (Hörbuch)
- Der kleine Medicus, Band 2: Achtung Super-Säure. Tessloff Verlag 2021, ISBN 978-3-7886-4412-3
- Der kleine Medicus, Band 1: Die geheimnisvolle Villa. Tessloff Verlag 2021, ISBN 978-3-7886-4311-9 (Hörbuch)
- Der kleine Medicus, Band 1: Die geheimnisvolle Villa. Tessloff Verlag 2021, ISBN 978-3-7886-4411-6
- Von Anfang an im Gleichgewicht: Ein Bewegungsprogramm für den Kindergarten mit dem Zwerg Willibald, seinen Freunden und dem kleinen Medicus. Borgmann Media 2018, ISBN 978-3-938187-83-8
- Der kleine Medicus. Dressler, Hamburg 2016, ISBN 978-3-8415-0428-9
- Die neuen Abenteuer des kleinen Medicus. Oettinger Verlag 2016, ISBN 978-3-8415-0429-6
- Die neuen Abenteuer des kleinen Medicus. Dressler Verlag 2015, ISBN 978-3-7915-0752-1 (Hörbuch)
- Der kleine Medicus - Die Reise ins Nasenlabyrinth. Ellermann 2015, ISBN 978-3-7707-7655-9
- Der kleine Medicus – Die Suche nach Pupsi Luftikus. Ellermann 2015, ISBN 978-3-7707-7654-2
- Der kleine Medicus – Abenteuer beim Zahnmonster. Ellermann 2015, ISBN 978-3-7707-7656-6
- Der kleine Medicus – Trommelwirbel im Mittelohr. Ellermann 2015, ISBN 978-3-7707-7657-3
- Das Körper-ABC des kleinen Medicus. Dressler, Hamburg 2014, ISBN 978-3-86272-328-7
- Die neuen Abenteuer des kleinen Medicus. Dressler, Hamburg 2014, ISBN 978-3-7915-0743-9
- Der kleine Medicus (Das Buch zum Film). Dressler, Hamburg 2014, ISBN 978-3-7915-0744-6
- Der kleine Medicus: Der Körper. Pixi Wissen, Band 81, Carlsen Verlag 2014, ISBN 978-3-551-24166-5
- Der kleine Medicus: Fit im Kopf. Pixi Wissen, Band 84, Carlsen Verlag 2013, ISBN 978-3-551-24134-4
- Der kleine Medicus: Bewegung. Pixi Wissen, Band 83, Carlsen Verlag 2013, ISBN 978-3-551-24133-7
- Der kleine Medicus: Erste Hilfe. Pixi Wissen, Band 82, Carlsen Verlag 2013, ISBN 978-3-551-24132-0
- Rosi hat Bauchschmerzen. Carlsen Verlag 2013, ISBN 978-3-551-04620-8
- Rosi hat Zahnschmerzen. Carlsen Verlag 2012, ISBN 978-3-551-04621-5
- Das große Gesundheitsbuch für die ganze Familie. Carlsen, Hamburg 2012, ISBN 978-3-551-25115-2
- Wir Besser-Esser. Gesunde Ernährung macht Spaß. S. Fischer, Frankfurt am Main 2012, ISBN 978-3-10-027307-9
- Erwin hat Husten. Carlsen, Hamburg 2012, ISBN 978-3-551-04618-5
- Erwin hat sich den Fuß verstaucht. Carlsen, Hamburg 2012, ISBN 978-3-551-04619-2
- Mein großes Buch vom Körper mit Erwin und Rosi. Carlsen, Hamburg 2012, ISBN 978-3-551-25010-0
- Der kleine Medicus. Dressler Verlag 2010, ISBN 978-3-7915-0751-4 (Hörbuch)
- Der kleine Medicus. Der Hörverlag 2009, ISBN 978-3-89940-849-2
- Das Körper-ABC des kleinen Medicus: Kreislauf, Stoffwechsel, Bewegung, Nerven. rororo Verlag 2007, ISBN 978-3-499-62291-5
- Der kleine Medicus. Weltbild 2007, ISBN 978-3-8289-2131-3
- Der kleine Medicus. rororo Verlag 2007, ISBN 978-3-499-62074-4
- Der kleine Medicus. Rowohlt Verlag 2005, ISBN 978-3-498-02500-7